# Битка код Сихајовог насеља
Битка код Сихајовог насеља (енгл. Action at Sihayo's Kraal), прва битка Англо-Зулу рата, вођена 12. јануара 1879. Лака британска победа над неколико стотина стараца и дечака који су бранили збег, готово без губитака, убедила је британску команду да ће рат са Зулуима бити лак, што је допринело претераном самопоуздању Британаца у бици код Исандлуане, само 10 дана касније.

## Позадина
Сихајо је био поглавица Зулуа који је контролисао малу област са неколико стотина колиба (око 1.500 ратника) у долини реке Баши, северне притоке реке Буфало, на северозападној граници Натала. У лето 1878. године, двојица његових синова прешла су у Натал са групом наоружаних људи и отели две одбегле жене (њихове конкубине), које су затим по обичају Зулуа погубили због неверства. Колонијална влада на челу са високим комесаром Хенри Бартл Фрером искористила је овај инцидент да упути ултиматум краљу Кечвају у новембру 1878. да у року од два месеца преда Сихајове синове, плати одштету (600 грла стоке) и распусти своју војску, као и да прихвати британску власт и законе. Након истека ултиматума, британска војска упала је у земљу Зулуа у три колоне, са југа (колона бр.1), запада (колона бр. 3) и северозапада (колона бр. 4). 
Колона број 3, састављена од два британска пешадијска батаљона, батерије са 6 топова, једног ескадрона пешадије на коњима и око 200 колонијалних коњаника добровољаца, као и 2 батаљона наталских Кафера (НДК) прешла је Буфало 11. јануара 1879. код Рорковог прелаза и упала у Сихајову земљу. Сутрадан, британски извиђачи на коњима открили су Сихајова стада, која су пастири пред британском најездом склањали у поглавичино насеље у каменитој клисури једне од притока реке Баши, неколико миља источно од реке Буфало, под заштитом малог броја ратника који нису отишли на смотру у Улунди где је неколико дана раније била сазвана мобилизација читаве војске. Желећи да примерно казни званичне кривце за рат (поменуте у ултиматуму), лорд Челмсфорд повео је своје трупе тим путем.

## Битка
Сихајово насеље налазило се у каменитој клисури, чији је улаз био запречен огромним каменим громадама и запоседнут са стотинак ратника. Мањи број ратника запосео је заклоне и пећине на странама клисуре. Већина је била наоружана традиционалним оружјем Зулуа, копљем и штитом, али је неколико десетина имало пушке разних типова. Под њихову заштиту се склонило више стотина жена, деце и стараца са стоком. Желећи да опроба борбену вредност Наталског домородачког контингента, лорд Челмсфорд послао је напред један батаљон НДК, под командом Џорџа Хамилтон-Брауна. Када се батаљон приближио клисури, браниоци су испалили неколико пушака, а затим упитали нападаче по чијем наређењу долазе у земљу Зулуа.  Хамилтон-Браун је преко преводиоца одговорио да долази по наређењу велике беле краљице Викторије и наредио јуриш. Делом предвођене, а делом гоњене од својих европских официра, неколико чета НДК невољно је кренуло напред, нашта су браниоци одговорили жестоком, али непрецизном ватром из пушака и кишом каменица. Један европски официр и два подофицира су рањени. Неке чете НДК су полегале, неке јурнуле назад, а само је једна чета, састављена од Зулуа који су дезертирали из војске и избегли у Натал претходне године, под вођством поглавице Мвубија, пошла на јуриш и сукобила се са браниоцима на улазу у клисуру. После кратке борбе прса у прса, Мвубијеви ратници су потисли браниоце, који су оставили 20 мртвих, изгубивши два ратника. Видећи колебање НДК, Лорд Челмсфорд послао им је у помоћ четири британске чете, док су британски коњаници заобишли брдо и напали збег са две стране. После кратког отпора преостали браниоци су се разбежали, остављајући жене, децу и стоку на милост и немилост победницима. Поручник Дунконб, једини официр у 1. батаљону 3. пука НДК који је говорио Зулу језик, сам је заробио четворицу ратника у једној пећини.

## Последице
У читавом сукобу, који једва да је трајао пола часа, Зулуи су изгубили 30 мртвих, 4 рањена и 10 заробљених ратника, док су Британци имали 2 мртва и 12 рањених чланова НДК, од чега тројицу Европљана. После битке Сихајово насеље је опљачкано и спаљено, а заплењено је 13 коња, 413 говеда, 332 козе и 235 оваца. Ова лака победа над Сихајовим људима, који су у Наталу важили као најборбенији ратници Зулуа, навела је британске официре да потцене борбену вредност, храброст и одлучност Зулуа, иако се овде радило о малом броју стараца и дечака, док је већина ратника била одсутна. Ово потцењивање противника било је један од узрока тешког пораза исте ове војске код Исандлуане, само 10 дана касније. Каплар Шис, пореклом Швајцарац, рањен је копљем у потколеницу и евакуисан у болницу у Рорковом прелазу, где се истакао у боју 10 дана касније, зарадивши Викторијин крст за храброст.

## Занимљивости
Битка је, веома поједностављено, приказана у филму Зора Зулуа из 1879.